# Discografia de UM44K
A discografia de UM44K, um duo musical brasileiro, consiste em um álbum de estúdio, um extended play e sete singles lançados desde o início da carreira. O duo iniciou a carreira em 2016, postando vídeos de suas músicas autorais através do YouTube, e após a alta repercussão deles, em janeiro de 2017 assinaram contrato com a gravadora Warner Music. Em fevereiro, lançaram o primeiro single, "Isso É Ridículo", com a participação do cantor Ari. Em abril, lançaram o single "4 Da Manhã", que rapidamente se tornou uma das mais tocadas no país e ganhou disco de platina pelas 80 mil cópias vendidas. No dia 25 de agosto de 2017, foi lançado o primeiro EP da dupla, denominado UM44K Acústico, contendo canções novas e seus maiores sucessos no YouTube. Em maio de 2018, foi lançado o single "Nossa Música".  Em setembro, foi lançada como single uma nova versão da música "Solução", com a participação da dupla sertaneja Matheus & Kauan.
No final de 2018, dois novos singles foram liberados, "Grupo Bom" e "Tudo Que Sonhamos". No dia 18 de janeiro de 2019, foi lançado o primeiro álbum da dupla, intitulado Tudo Que Sonhamos, tendo 9 músicas emplacadas no Top 200 do Spotify. Em abril de 2019, lançaram como single a canção "Combate". Em dezembro, lançaram o single "Falso Amor", com a participação do cantor Ferrugem. Em março de 2020, foi lançado o single "Melhor Pensar". Em abril de 2020 o duo chegou ao fim.

## Álbuns

### Álbuns de estúdio
| Álbum             | Detalhes                                                                                            |
| ----------------- | --------------------------------------------------------------------------------------------------- |
| Tudo Que Sonhamos | - Lançamento: 18 de janeiro de 2019 - Formatos: CD, download digital, streaming - Gravadora: Warner |

### Extended plays(EP)
| Álbum          | Detalhes                                                                                           |
| -------------- | -------------------------------------------------------------------------------------------------- |
| UM44K Acústico | - Lançamento: 25 de agosto de 2017 - Formatos: EP, download digital, streaming - Gravadora: Warner |

## Singles

### Como artista principal
| Canção                                                                                  | Ano  | Melhores posições | Certificações | Álbum                         |
| Canção                                                                                  | Ano  | BRA               | Certificações | Álbum                         |
| --------------------------------------------------------------------------------------- | ---- | ----------------- | ------------- | ----------------------------- |
| "Isso É Ridículo" (part. Ari)                                                           | 2017 | —                 |               | Não adicionado à nenhum álbum |
| "4 da Manhã"                                                                            | 2017 | —                 | - : Platina   | Não adicionado à nenhum álbum |
| "Nossa Música"                                                                          | 2018 | —                 |               | Tudo Que Sonhamos             |
| "Solução" (part. Matheus & Kauan)                                                       | 2018 | —                 |               | Não adicionado à nenhum álbum |
| "Grupo Bom"                                                                             | 2018 | —                 |               | Tudo Que Sonhamos             |
| "Tudo que Sonhamos"                                                                     | 2018 | —                 |               | Tudo Que Sonhamos             |
| "Combate"                                                                               | 2019 | 86                |               | Tudo Que Sonhamos             |
| "Falso Amor (part. Ferrugem)                                                            | 2019 | —                 |               | Não adicionado à nenhum álbum |
| "Melhor Pensar"                                                                         | 2020 | —                 |               | Não adicionado à nenhum álbum |
| "—" denota singles que não entraram nas paradas musicais ou não foram lançados no país. |      |                   |               |                               |